# Microdus tenuirostris
Microdus tenuirostris là một loài Rêu trong họ Dicranaceae. Loài này được (Kunze ex Schwägr.) Besch. mô tả khoa học đầu tiên năm 1897.